# Wake Up, Girls! (声優ユニット)
Wake Up, Girls!（ウェイク アップ ガールズ）は、女性声優7人による日本の声優ユニット。略称「WUG（ワグ）」。所属レーベルはDIVE II entertainment。2019年3月8日をもって解散した。

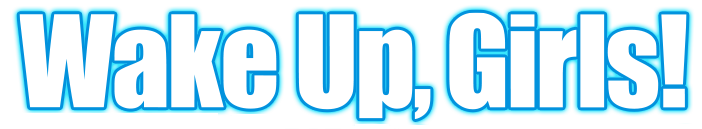

## 概要
新作アニメーション作品『Wake Up, Girls!』のメインキャラクターと主題歌を担当する声優アーティストを発掘するために2012年から2013年にかけて開催された「avex×81produce Wake Up, Girls!AUDITION 第2回アニソン・ヴォーカルオーディション」の合格者7人により2013年に結成される。以降、アイドル的な声優ユニットとして活動した。またそれぞれが個別で声優としても活動している。
2014年1月10日に劇場用アニメ『Wake Up, Girls! 七人のアイドル』が公開され、同日にそれに続く内容のテレビアニメ『Wake Up, Girls!』の放送が始まり、7人は声優としてデビューする。そしてテレビシリーズ主題歌である『7 Girls War』『言の葉 青葉』が2014年2月26日に発売され、CDデビューする。2015年には続篇の『Wake Up, Girls! 青春の影』と『Wake Up, Girls! Beyond the Bottom』の2本の劇場用アニメが公開され、メインキャストとして出演、主題歌を担当した。
2014年からはWake Up, Girls!単独で毎年夏には全国ツアーを、年末にはWake Up, Girls! Festa.といった大規模ライブ、イベントを開催。また、Animelo Summer Live、ANIMAX MUSIXなどのライブイベント、マチ★アソビなどのアーティストや作品が集う多くのイベントにも出演する。2015年3月6日には東日本大震災の復興応援活動を評価され、「どの賞にも当てはまらないが、表彰すべき特別な活動をされた声優・作品・活動等」に対して送られる声優アワードの特別賞を受賞。
各種企業・団体等のキャンペーンにも起用されたこともあり、2015年5月20日には宮城県中華飲食生活衛生同業組合より「仙台マーボー焼そばPR大使」を委嘱、2016年6月1日からは三幸製菓とのタイアップによるWeb CMへの出演、2016年9月3日からは東北イオン(イオンリテール株式会社 東北カンパニー)のCMに起用されるなどしている。ナレーションや出演するだけでなく、イオンのCMや三幸製菓のCMではWake Up, Girls!の歌う曲がタイアップとして使用された。
声優としてだけでなく、2017年1月29日には、このユニットが結成されるきっかけとなったアニメ『Wake Up, Girls!七人のアイドル』を舞台化した『舞台・Wake Up, Girls! 青葉の記録』において自身が演じたキャラクターの役を演じる俳優としてステージに立った。2018年には舞台の続編『Wake Up, Girls!青葉の軌跡』にも出演した。
2016年に放送されたテレビアニメ『灼熱の卓球娘』のエンディングテーマ、2017年のテレビアニメ『恋愛暴君』のオープニングテーマなど、結成の元になったアニメ『Wake Up, Girls!』以外の作品でのタイアップにも活動を拡げた。2017年10月にはテレビアニメ『Wake Up, Girls! 新章』が放映され、前作に引続きメインキャストと主題歌を担当した。
2018年6月15日に「5年という歳月の中で、様々な活動を通じ、これからメンバーそれぞれが目指す夢を描いた時、メンバー、運営スタッフとで何度も話し合った結果、個々の道を歩んでいくことが、さらなる成長に繋がると考え、ユニットの解散という結論にいたりました」と2019年3月でユニットを解散することが発表された。
ユニットは解散するが、プロジェクトとしての「Wake Up, Girls!」は今後も展開し、その声優活動も引き続き行うとしている。
2019年3月8日、さいたまスーパーアリーナでラストライブ「Wake Up, Girls! FINAL LIVE〜想い出のパレード〜」を開催し解散。6年の活動に幕を閉じた。
2024年から2025年にかけてアニメ化10周年企画が行われ、「Wake Up, Girls! FINAL LIVE〜想い出のパレード〜」の劇場での応援上映や、メンバー全員が出演する『ファミ通presents WUGちゃんねる！ WUGちゃんだらけの大同窓会』の配信などが実施された。

## メンバー
| 名前                        | 生年月日              | 出身地   | 身長  | イメージカラー | 愛称       | 備考                                                     |
| --------------------------- | --------------------- | -------- | ----- | -------------- | ---------- | -------------------------------------------------------- |
| 吉岡茉祐（よしおか まゆ）   | 1995年11月7日（29歳） | 大阪府   | 159cm | 赤             | まゆしぃ   | ほとんどの楽曲で センターポジション                      |
| 永野愛理（えいの あいり）   | 1993年1月19日（32歳） | 宮城県   | 153cm | 藍             | あいちゃん | 16歳のアガペー楽曲センター                               |
| 田中美海（たなか みなみ）   | 1996年1月22日（29歳） | 神奈川県 | 156cm | 黄             | みにゃみ   | 僕らのフロンティア楽曲センター                           |
| 青山吉能（あおやま よしの） | 1996年5月15日（29歳） | 熊本県   | 160cm | 青             | よっぴー   | リーダー 7 Girls War、恋？で愛？で暴君です！楽曲センター |
| 山下七海（やました ななみ） | 1995年7月19日（29歳） | 徳島県   | 160cm | 紫             | ななみん   | 八重歯がかわいい                                         |
| 奥野香耶（おくの かや）     | 1991年3月1日（34歳）  | 岩手県   | 151cm | 緑             | かやたん   | サブリーダー グループ最年長                              |
| 高木美佑（たかぎ みゆ）     | 1996年9月8日（28歳）  | 千葉県   | 164cm | オレンジ       | みゅー     | グループ最年少                                           |

## 略歴
メンバー個人の活動は各個人の記事を参照。

### 2012年
- 9月10日-12月15日 - 「avex×81produce Wake Up, Girls!AUDITION 第2回アニソン・ヴォーカルオーディション」開催[15][注 1]。

### 2013年
- 4月1日 - 結成[16]。
- 7月28日 - ワンダーフェスティバル2013［夏］でお披露目。
- 8月10日-12日 - コミックマーケット84にて出展・握手会。
- 9月22日-12月15日 - Wake Up, Girls!ショーケースイベントVol.1 - Vol.4開催[17]。
- 12月1日 - みるくらりあっとVOL6〜続MOE DISTACTION出演[18]。

### 2014年
- 1月10日 - 劇場版アニメ『Wake Up, Girls! 七人のアイドル』が公開、テレビアニメWake Up, Girls!放送開始。
- 2月9日 - ワンダーフェスティバル2014［冬］に出演。
- 2月16日 - みるくらりあっとスペシャル2（vol.6S）[19]に出演。
- 4月27日 - 初の単独イベント Wake Up, Girls!FESTA.『イベント、やらせてください!』開催。
- 5月5日 - テレビ東京フェスティバルあにむす!ステージ出演。
- 5月16日-5月18日 - Anime Central（英語版）で海外初出演。
- 5月12日 - webラジオ「Wake Up,Radio!」が配信開始。
- 6月1日 - @JAM 2014出演[20]。
- 6月15日 - M&E TCGフェスタ 2014 SUMMER出演[21]。
- 7月10日 - Wake Up, Girlsナイター スタジアムMCやらせてください!で、東北楽天ゴールデンイーグルス対北海道日本ハムファイターズ戦の楽天Koboスタジアム宮城の始球式&スタジアムウグイス嬢[22]。
- 7月27日 - ワンダーフェスティバル2014［夏］出演。
- 8月3日 - Wake Up, Girls! 1st Live Tour 「素人臭くてごめんね」直前!!『「イベント、やらせてください!」を上映して、決起集会やらせてください!』開催。
- 8月10日、8月17日、9月7日 - 1st Live Tour 『素人臭くてごめんね!』（ESAKA MUSE、文京シビックホール、Rensa）開催。
- 8月21日 - 1st写真集「7 Girls Holiday」発売。
- 8月29日 - Animelo Summer Live 2014 -ONENESS- 出演[23]。
- 12月7日 - みるくらりあっと〜 MOE SEVEN SENSES 〜（大阪）出演[24]。
- 12月14日 - アニメJAM2014にゲスト出演のほか、同日夜には「Wake Up, Girls!Festa.2014 Winter 〜Wake Up, Girls! VS I-1club〜」（幕張メッセ国際展示ホール5）開催[25]。

### 2015年
- 3月7日、8日 - 「ソロでイベントやらせてください!」開催。
- 3月26日 - 2nd写真集「7 Girls History」発売。
- 5月19日 - Wake Up, Girlsナイター 東北楽天ゴールデンイーグルス対北海道日本ハムファイターズ戦（楽天Koboスタジアム宮城）でのスタジアムウグイス嬢。
- 7月14日 - 9月29日 初の冠番組『わぐばん!』（テレビ東京、AT-X）放送（全12回）。
- 7月20日、8月1日、8月8日、8月16日 - 2nd Live Tour「行ったり来たりしてごめんね!」（大阪・なんばHatch、福岡・スカラエスパシオ、千葉・舞浜アンフィシアター、仙台・東京エレクトロンホール宮城）開催。
- 8月30日 - Animelo Summer Live 2015 -THE GATE-（さいたまスーパーアリーナ）に出演。
- 9月25日 - 劇場版アニメ『Wake Up, Girls! 青春の影』が公開。
- 12月11日 - 劇場版アニメ『Wake Up, Girls! Beyond the Bottom』が公開。
- 12月12日 - 『Wake Up, Girls! Festa.2015 Beyond the Bottom Extend』（幕張メッセ国際展示場ホール5）開催。イベントの終盤にて新プロジェクトの始動が発表される。
- 12月13日 - アニメJAM2015「Pop Stage」にゲスト出演。

### 2016年
- 2月7日 - 「みるくらりあっと Vol. 8 〜続・MOE BREAK 2000〜 【OSAKA】」（堂島リバーフォーラム）に出演。

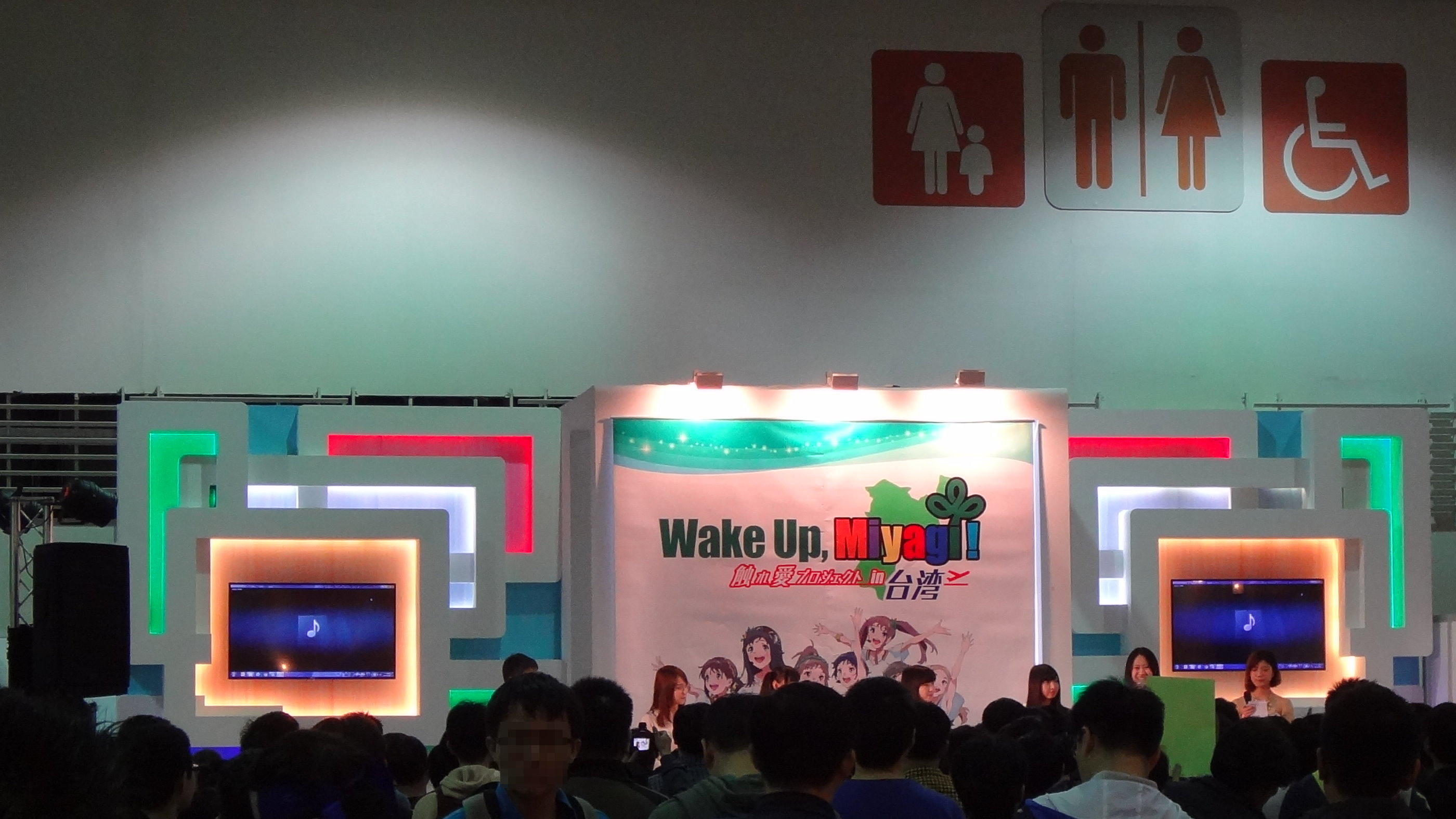
「Wake Up, 宮城!触れ愛プロジェクト in 台湾」

- 2月10日、11日 - 「Wake Up, 宮城!触れ愛プロジェクト in 台湾」（台北地下街第12号広場および台北国際コミック・アニメフェスティバル（中国語版）会場）トークイベントに永野、青山、高木が出演[注 2]。
- 2月14日 - 「i☆Ris＆Wake Up, Girls!バレンタインLIVE!!」（舞浜アンフィシアター）開催。
- 3月20日、21日 - 「ソロでイベント、やらせてください!2016」（新宿BLAZE）開催。
- 3月27日 - 「Wake Up, 宮城!触れ愛プロジェクト フリーライブ」（仙台空港）開催。
- 6月8日 - Wake Up, Girlsナイター 東北楽天ゴールデンイーグルス対東京ヤクルトスワローズ戦（楽天Koboスタジアム宮城）でのスタジアムウグイス嬢。試合前には「かな&あいりの文化放送ホームランラジオ! パっとUP」とのコラボ・イベントに出演した。
- 7月17日、7月24日、7月31日、8月7日、8月14日、8月20日、8月28日 - Wake Up, Girls！ 3rd LIVE TOUR｢あっちこっち行くけどごめんね！｣（千葉・舞浜アンフィシアター、大阪・松下IMPホール、新潟・新潟LOTS、宮城・仙台サンプラザホール、沖縄・ミュージックタウン音市場、福岡・DRUM ROGOS、東京・Zepp DiverCity）[注 3]開催。また、期間中の8月6日には、仙台・勾当台公園野外音楽堂にて行われる「KHB七夕フェスタ」でのライブイベントに出演[26]。
- 12月11日 - アニメJAM2016「Popステージ」にゲスト出演のほか、同日夜には「Wake Up, Girls!Festa.2016 SUPER LIVE」（幕張メッセ国際展示ホール5）開催。イベントの終盤にてテレビアニメ新章の制作決定が発表された。

### 2017年
- 1月19日 - 22日 - 「舞台・Wake Up, Girls! 青葉の記録」（AiiA 2.5Theater Tokyo・全8公演）上演。
- 2月4日 - 「Wake Up, 宮城!触れ愛プロジェクト in 台湾」の一環として、台北国際コミック・アニメフェスティバル（台北世界貿易センター南港館）にメンバー全員が出演。
- 2月11日 - 「i☆Ris＆Wake Up, Girls!バレンタインLIVE!!2017」（中野サンプラザ）開催。
- 3月18日、19日 - 「ソロでイベント、やらせてください!2017」（ディファ有明）開催[27]。
- 6月26日 - Wake Up, Girlsナイター 東北楽天ゴールデンイーグルス対オリックス・バファローズ戦（Koboパーク宮城）でのスタジアムウグイス嬢。
- 7月23日、8月5日、8月13日、8月20日、9月3日、9月10日、9月16日 - Wake Up, Girls！ 4th LIVE TOUR｢ごめんねばっかり言ってごめんね！｣（大阪・なんばHatch、宮城・仙台サンプラザホール、埼玉・大宮ソニックシティ、福岡・DRUM ROGOS、沖縄・ミュージックタウン音市場、広島・BLUE LIVE HIROSHIMA、東京・Zepp Tokyo[注 4]）開催。
- 8月27日 - Animelo Summer Live 2017 -THE CARD-（さいたまスーパーアリーナ）に出演。
- 10月10日 - テレビアニメWake Up, Girls!-新章-放送開始。
- 11月18日 - 上海にて初の海外での単独ライブ「Wake Up, Girls! Special Party ～一直说对不起真是对不起!～in Shanghai」（万代南梦宫上海文化中心（中国語版） ）開催。[28]
- 12月10日 - 『Wake Up, Girls! Festa.2017 TRINITY』（幕張メッセ国際展示場ホール5）開催。
- 12月24日 - アニメJAM2017（舞浜アンフィシアター）にゲスト出演。

### 2018年
- 2月11日 - i☆Ris＆Wake Up, Girls!バレンタインLIVE!! 2018（カルッツかわさき）開催。
- 3月3日 - 3月25日 - 『わぐらぶ限定 TUNAGO東北ろっけんソロイベントツアー』開催。東北6県、7箇所のライブハウスで各メンバーがソロイベントを開催[29]。
- 3月31日 - 4月1日 - 『わぐらぶ仙台バスツアー PartⅢ』開催[29]。仙台駅前のEBeanSでの出陣式ののち、秋保温泉の「秋保グランドホテル」を全館借り切って宿泊。ホテルではニコ生の配信[30]などがおこなわれた。2日目はゆりあげ港朝市を経由して、仙台GIGSで「Wake Up, Girls！結成5周年記念ライブ」を開催[31]。
- 5月12日 - Green Leaves Fes（幕張メッセ・イベントホール）開催。
- 6月14日 - Wake Up, Girlsナイター 東北楽天ゴールデンイーグルス対中日ドラゴンズ戦（楽天生命パーク宮城）でのスタジアムウグイス嬢。
- 6月15日 - 解散を発表。
- 7月14日 - ラストツアー「Wake Up, Girls! FINAL TOUR - HOME -」を開始（2019年2月24日まで）。
- 8月24日 - Animelo Summer Live 2018 "OK!" （さいたまスーパーアリーナ）に出演[注 5]。
- 11月17日 - ANIMAX MUSIX 2018 YOKOHAMAに出演。第1部のトリとして歌唱しただけでなく、「WUG3本勝負！」と題した他ユニットとのコラボ歌唱コーナーが設けられた。
- 12月23日 - アニメJAM2018（舞浜アンフィシアター）にゲスト出演。

### 2019年
- 2月2日 - i☆Ris&Wake Up, Girls!&Run Girls, Run! バレンタインLive 2019（松戸森のホール21）開催。
- 3月8日 - さいたまスーパーアリーナでラストライブ「Wake Up, Girls! FINAL LIVE〜想い出のパレード〜」を開催し解散。

## 作品

### シングル
|          | 発売日         | タイトル               | 規格品番     | 規格品番   | 最高位 |
| CD+DVD盤 | 発売日         | タイトル               | CD盤         |            | 最高位 |
| -------- | -------------- | ---------------------- | ------------ | ---------- | ------ |
| 1st      | 2014年2月26日  | 7 Girls War            | AVCA-74092/B | AVCA-74093 | 18位   |
| 2nd      | 2014年2月26日  | 言の葉 青葉            | AVCA-74094/B | AVCA-74095 | 19位   |
| 3rd      | 2015年8月26日  | 少女交響曲             | EYCA-10554/B | EYCA-10555 | 31位   |
| 4th      | 2015年12月9日  | Beyond The Bottom      | EYCA-10571/B | EYCA-10572 | 31位   |
| 5th      | 2016年11月25日 | 僕らのフロンティア     | EYCA-11145/B | EYCA-11146 | 39位   |
| 6th      | 2017年5月24日  | 恋？で愛？で暴君です！ | EYCA-11382/B | EYCA-11383 | 27位   |
| 7th      | 2017年11月29日 | 7 Senses               | EYCA-11598/B | EYCA-11599 | 24位   |
| 8th      | 2017年11月29日 | 雫の冠                 | EYCA-11560/B | EYCA-11601 | 26位   |
| 9th      | 2018年2月28日  | スキノスキル           | EYCA-11832/B | EYCA-11833 | 26位   |

### コラボレーションシングル
| 発売日       | タイトル         | 規格品番 | 規格品番   | 最高位 | 備考 |
| 発売日       | タイトル         | CD+BD盤  | CD盤       | 最高位 | 備考 |
| ------------ | ---------------- | -------- | ---------- | ------ | --- |
| 2017年8月9日 | One In A Billion | VTZL-131 | VTCL-35260 | 18位   | Wake Up, May'n!（Wake Up, Girls!×May'nのコラボレーション） テレビアニメ『異世界食堂』オープニングテーマ |

### タイアップ曲
| 楽曲                   | タイアップ                                                           | 時期   |
| ---------------------- | -------------------------------------------------------------------- | ------ |
| 地下鉄ラビリンス       | 三幸製菓「おむすび名人」WebCM                                        | 2016年 |
| HIGAWARI PRINCESS      | イオン東北CM                                                         | 2016年 |
| 僕らのフロンティア     | TVアニメ「灼熱の卓球娘」EDテーマ                                     | 2016年 |
| ゆき模様 恋のもよう    | 三幸製菓 WebCM                                                       | 2017年 |
| 恋？で愛？で暴君です！ | TVアニメ「恋愛暴君」OPテーマ                                         | 2017年 |
| TUNAGO                 | イオン東北「にぎわい東北」イメージソング                             | 2017年 |
| スキノスキル           | テレビアニメ『デスマーチからはじまる異世界狂想曲』エンディングテーマ | 2018年 |

### 参加作品
| 発売日         | 商品名                                                           | 歌 | 楽曲                                           | 備考 |
| -------------- | ---------------------------------------------------------------- | --- | ---------------------------------------------- | --- |
| 2014年2月28日  | 劇場版『Wake Up, Girls! 七人のアイドル』Blu-ray 初回限定盤特典CD | Wake Up, Girls!（吉岡茉祐、永野愛理、田中美海、青山吉能、山下七海、奥野香耶、高木美佑） | 「タチアガレ!」                                | 劇場版『Wake Up, Girls! 七人のアイドル』主題歌 |
| 2014年2月28日  | 劇場版『Wake Up, Girls! 七人のアイドル』シアター限定盤特典CD     | Wake Up, Girls!（永野愛理、田中美海、青山吉能、山下七海、奥野香耶、高木美佑） | 「タチアガレ!」                                | 劇場版『Wake Up, Girls! 七人のアイドル』主題歌 6人バージョン |
| 2014年5月13日  | ONENESS                                                          | アイドルマスター、藍井エイル、アフィリア・サーガ、angela、いとうかなこ、Wake Up, Girls!、小野賢章、OLDCODEX、喜多村英梨、GRANRODEO、栗林みな実、黒崎真音、ZAQ、JAM Project、sweet ARMS、鈴木このみ、STAR☆ANIS、谷本貴義、田村ゆかり、茅原実里、T.M.Revolution、仲谷明香、流田Project、橋本仁、fhána、petit milady、FLOW、堀江由衣、三澤紗千香、水樹奈々、三森すずこ、宮野真守、μ's、May'n、ゆいかおり（小倉唯&石原夏織）、悠木碧、吉田仁美、LiSA、和田光司 | 「ONENESS」                                    | ライブイベント『Animelo Summer Live 2014 -ONENESS-』テーマソング |
| 2017年8月23日  | ハートライン                                                     | Wake Up, May'n! (Wake Up, Girls!×May'nのコラボ) | 「ハートライン」                               | 2017年8月9日の『One In A Billion』のリリースイベントにて初披露され、2017年8月23日にて定額音楽配信サービスのANiUTaで配信が始まった配信限定曲。 作詞 - ミズノゲンキ / 作曲・編曲 - 睦月周平 |
| 2017年10月25日 | 翼を持つ者 〜Not an angel Just a dreamer〜                       | i☆Ris、井上あずみ、Wake Up, Girls!、内田真礼、串田アキラ、GRANRODEO、ささきいさお、下野紘、JAM Project、鈴木このみ、鈴村健一、竹達彩奈、茅原実里、TRUE、豊永利行、中川翔子、羽多野渉、堀江美都子、水木一郎、Minami、三森すずこ、May'n、米倉千尋 | 「翼を持つ者 〜Not an angel Just a dreamer〜」 | 日本動画協会「アニメNEXT_100」プロジェクト公式ソング |

## 映像作品
イメージ・バラエティ映像
- Wake Up, Girls! の目指せさいたまスーパーアリーナ（2014年8月29日発売）※Animelo Summer Live 2014 -ONENESS-オフィシャルパンフレット付録DVD
- Wake Up, Girls! DVD 夏合宿、やらせてください!（2014年9月25日発売）
- Wake Up, Girls!の お料理がんばっぺ!（2016年9月28日発売）
- Wake Up, Girls!の "WUGWUGランド"へようこそ～!～WUGちゃんと遊園地デート、がんばっぺ!～（2017年1月25日発売）
- ワンアップ+  ～Wake Up, Girls!編～ ※セブンネット限定商品（2017年2月24日発売）
- Wake Up, Girls!の ぱじゃまパーティー、がんばっペ!（2017年9月27日発売）
- Wake Up, Girls!の 会社でお仕事、がんばっぺ!（2018年1月31日発売）
- Wake Up, Girls!の 打ち上げパーティがんばっぺ!（2019年4月24日発売）

単独ライブ映像（すべてBlu-rayのみ）
- Wake Up, Girls! 1st LIVE TOUR 素人臭くてごめんね!/Wake Up, Girls! VS I-1club（2015年6月26日発売）
- Wake Up, Girls! 2nd LIVE TOUR 行ったり来たりしてごめんね!（2016年6月24日発売）
- Wake Up, Girls! 3rd LIVE TOUR あっちこっち行くけどごめんね!（2017年7月19日発売）
- Wake Up, Girls! 4th LIVE TOUR ごめんねばっかり言ってごめんね!（2018年6月29日発売）
- Wake Up, Girls! LIVE Blu-ray BOX（2019年3月29日発売。4枚組）
- Wake Up, Girls! FINAL TOUR - HOME - 〜 PART I Start It Up,〜（2019年3月29日発売）
- Wake Up, Girls! FINAL TOUR - HOME - 〜PART II FANTASIA〜（2019年4月26日発売）
- Wake Up, Girls! FINAL TOUR - HOME - 〜PART III KADODE〜（2019年5月31日発売）
- Wake Up, Girls! FINAL LIVE〜想い出のパレード〜（2019年6月28日発売）

舞台映像
- 舞台 Wake Up, Girls! 青葉の記録（2017年5月26日発売）
- 舞台 Wake Up, Girls! 青葉の軌跡（2018年11月下旬発売）

イベント・合同ライブ映像
- Wake Up、Girls! FESTA.「イベント、やらせてください!」Special Edition（2014年12月14日頒布）
- Wake Up, Girls! Festa. 2015 Beyond the Bottom Extend Special Live Edition DVD（2016年12月11日頒布）
- Animelo Summer Live 2014 -ONENESS- 8.29（2015年3月25日発売）
- Animelo Summer Live 2015 -THE GATE- 8.30（2016年3月30日発売）
- 灼熱の卓球娘 スペシャルイベント 雀が原中学VSもず山中学（2017年6月30日発売）
- Wake Up, Girls! Festa. 2016 SUPER LIVE（2017年12月27日、2019年3月29日発売）
- Animelo Summer Live 2017 -THE CARD- 8.27（2018年3月28日発売）
- Wake Up, Girls！Festa. 2017 TRINITY（2018年8月31日、2019年3月29日発売）
- Animelo Summer Live 2018 "OK!" 08.24（2019年3月27日発売）
- Green Leaves Fes. 昼の部・夜の部（2020年1月31日発売）※『Run Girls, Run!のらんがばん!』Blu-rayの特典映像として収録

テレビ番組・関連作品
- わぐばん!Blu-ray（2016年2月10日発売）
- ワンアップ+ ～ Wake Up, Girls!編 〜（2017年2月24日発売）※セブンネット限定、完全受注生産商品
- わぐばん!新章 ～特別篇「わぐばん!新章」未公開スペシャル&わぐばん旅日記 in 中国〜（2017年12月27日、2019年3月29日発売）
- わぐばん!新章 ～天下一カワイイ大会2018（前半）～（2018年3月30日発売、2019年3月29日発売）
- わぐばん!新章 ～天下一カワイイ大会2018（後半）～（2018年4月27日発売、2019年3月29日発売）
- 『Wake Up, Girls!新章』第7話「特別篇 わぐばん!新章」（2018年5月25日発売、2019年3月29日発売）※出演はWake Up, Girls!の7人の他に、林鼓子、森嶋優花、厚木那奈美
- わぐばん!新章 ～大絶叫!わぐばん病棟（前半）～（2018年5月25日発売、2019年3月29日発売）※出演は吉岡茉祐、永野愛理、山下七海、奥野香耶
- わぐばん!新章 ～大絶叫!わぐばん病棟（後半）～（2018年6月29日、2019年3月29日発売）※出演は吉岡茉祐、永野愛理、山下七海、奥野香耶
- わぐばん!新章 ～炎の三番勝負～（2018年7月27日、2019年3月29日発売）※出演は田中美海、青山吉能、高木美佑、林鼓子、森嶋優花、厚木那奈美
- わぐばん!新章 ～シリーズ振り返りトークスペシャル～（2018年8月31日、2019年3月29日発売）

## 出演

### テレビ
- Wake Up, Girls!（2014年、テレビ東京）※実写で次回予告担当
- わぐばん!（2015年、テレビ東京）
- ワンアップ+ ～ Wake Up, Girls!編 ～（2016年、BS12 トゥエルビ）
- Wake Up, Girls! 新章 第7話 特別編「わぐばん!新章」（2017年11月20日、テレビ東京）[62]

### インターネットテレビ
- 【Wake Up, Girls!】山本寛アワー ワグっていいとも！（2013年、ニコニコ生放送）
- Wake Up, Radio!（生）（2014年 - 2015年、ニコニコ生放送）
- ファミ通presents WUGちゃんねる！（2017年 - 2018年、ニコニコ生放送）

### ラジオ
※はインターネット配信。
- DIVE II Station（2014年 - 2016年、文化放送）※「DIVE II Station New Generations!」をi☆Ris、Wake Up, Girls!、小林竜之ら、DIVE II entertainmentレーベル所属のアーティストが一人ずつ交代で担当し、ゲストでも出演。「DIVE II you」にもゲスト出演した。
- Wake Up, Radio!（2014年 - 2015年、2016年7月11日、ニコニコ動画※）
- Wake Up, Girls!のオールナイトニッポンモバイル（2014年 - 2016年、オールナイトニッポンモバイル※）
- Wake Up, Girls!のオールナイトニッポンR（2015年、ニッポン放送※）
- Wake Up, Girls!のオールナイトスッポン（2016年 - 2017年、スッポン放送※）
- Wake Up, Girls!とRun Girls, Run!のオールナイトニッポンi（2017年 - 2018年、オールナイトニッポンi※）

### 舞台
- 舞台 Wake Up, Girls! 青葉の記録（2017年1月19日 - 1月22日、AiiA 2.5 Theater Tokyo）[63]
- オッドエンタテインメント Presents 『Wake Up,Girls！青葉の軌跡』（2018年6月6日 - 6月10日、草月ホール）[64]

### CM
- イオンリテール「イオン」（2016年 - 2019年、東北6県限定）[65]

### その他
- イオン 店内ナレーション（2016年 - 2019年、東北6県限定）

## ライブ・イベント
| 形態                    | タイトル                                                                        | 公演日・会場                                                                    |
| 2014年                  | 2014年                                                                          | 2014年                                                                          |
| ----------------------- | ------------------------------------------------------------------------------- | ------------------------------------------------------------------------------- |
| イベント                | Wake Up, Girls!FESTA. イベント、やらせてください!                               | 全1公演：4月27日 品川ステラボール（東京都）                                     |
| 合同イベント            | Anime Central 2014                                                              | 全1公演：5月16日-5月18日 Hyatt Regency O'Hare（アメリカ・シカゴ）               |
| イベント                | 「イベント、やらせてください!」を上映して、決起集会やらせてください!            | 全3公演：8月3日 NEW PIER HALL（東京都）                                         |
| イベント                | 「イベント、やらせてください!」を上映して、決起集会やらせてください!            | 全2公演：9月6日 MOVIX仙台 シアター5（宮城県）                                   |
| ライブツアー            | Wake Up, Girls! 1st Live Tour 素人臭くてごめんね!                               | 全2公演：8月10日 ESAKA MUSE（大阪府）                                           |
| ライブツアー            | Wake Up, Girls! 1st Live Tour 素人臭くてごめんね!                               | 全2公演：8月17日 文京シビックホール 大ホール（東京都）                          |
| ライブツアー            | Wake Up, Girls! 1st Live Tour 素人臭くてごめんね!                               | 全2公演：9月7日 仙台Rensa（宮城県）                                             |
| 合同イベント            | Animelo Summer Live 2014 -ONENESS-                                              | 全1公演：8月29日 さいたまスーパーアリーナ（埼玉県）                             |
| イベント                | Wake Up, Girls!Festa.2014 Winter 〜Wake Up, Girls! VS I-1club〜                 | 全1公演：12月14日 幕張メッセ国際展示ホール5（千葉県）                           |
| 2015年                  |                                                                                 |                                                                                 |
| ソロイベント            | ソロでイベントやらせてください!（吉岡茉祐・永野愛理・高木美佑）                 | 各1公演：3月7日 原宿ASTRO HALL（東京都）                                        |
| ソロイベント            | ソロでイベントやらせてください!（奥野香耶・青山吉能・田中美海・山下七海）       | 各1公演：3月8日 原宿ASTRO HALL（東京都）                                        |
| ライブツアー            | Wake Up, Girls! 2nd Live Tour 行ったり来たりしてごめんね!                       | 全2公演：7月20日 なんばHatch（大阪府）                                          |
| ライブツアー            | Wake Up, Girls! 2nd Live Tour 行ったり来たりしてごめんね!                       | 全2公演：8月1日 スカラエスパシオ（福岡県）                                      |
| ライブツアー            | Wake Up, Girls! 2nd Live Tour 行ったり来たりしてごめんね!                       | 全2公演：8月8日 舞浜アンフィシアター（千葉県）                                  |
| ライブツアー            | Wake Up, Girls! 2nd Live Tour 行ったり来たりしてごめんね!                       | 全2公演：8月16日 東京エレクトロンホール宮城（宮城県）                           |
| 合同イベント            | Animelo Summer Live 2015 THE GATE                                               | 全1公演：8月30日 さいたまスーパーアリーナ（埼玉県）                             |
| イベント                | Wake Up, Girls! Festa.2015 Beyond the Bottom Extend                             | 全1公演：12月12日 幕張メッセ国際展示ホール5（千葉県）                           |
| 2016年                  |                                                                                 |                                                                                 |
| 合同イベント            | Nendoroid 10th Anniversary Live                                                 | 全1公演：2月6日 幕張イベントホール（千葉県）                                    |
| 合同イベント            | i☆Ris＆Wake Up, Girls!バレンタインLIVE!!                                        | 全2公演：2月14日 舞浜アンフィシアター（千葉県）                                 |
| ソロイベント            | ソロでイベント、やらせてください!2016（田中美海・高木美佑・山下七海）           | 各1公演：3月20日 新宿BLAZE（東京都）                                            |
| ソロイベント            | ソロでイベント、やらせてください!2016（青山吉能・永野愛理・奥野香耶・吉岡茉祐） | 各1公演：3月21日 新宿BLAZE（東京都）                                            |
| 合同イベント            | MONACAフェス2016                                                                | 全1公演：4月30日 大宮ソニックシティ大ホール（埼玉県）                           |
| ライブツアー            | Wake Up, Girls! 3rd LIVE TOUR あっちこっち行くけどごめんね!                     | 全2公演：7月17日 舞浜アンフィシアター（千葉県）                                 |
| ライブツアー            | Wake Up, Girls! 3rd LIVE TOUR あっちこっち行くけどごめんね!                     | 全2公演：7月24日 松下IMPホール（大阪府）                                        |
| ライブツアー            | Wake Up, Girls! 3rd LIVE TOUR あっちこっち行くけどごめんね!                     | 全2公演：7月31日 新潟LOTS（新潟県）                                             |
| ライブツアー            | Wake Up, Girls! 3rd LIVE TOUR あっちこっち行くけどごめんね!                     | 全2公演：8月7日 仙台サンプラザホール（宮城県）                                  |
| ライブツアー            | Wake Up, Girls! 3rd LIVE TOUR あっちこっち行くけどごめんね!                     | 全2公演：8月14日 ミュージックタウン音市場（沖縄県）                             |
| ライブツアー            | Wake Up, Girls! 3rd LIVE TOUR あっちこっち行くけどごめんね!                     | 全2公演：8月20日 DRUM LOGOS（福岡県）                                           |
| ライブツアー            | Wake Up, Girls! 3rd LIVE TOUR あっちこっち行くけどごめんね!                     | 全2公演：8月28日 Zepp DiverCity（東京都）                                       |
| 合同イベント            | Anime Festival Asia Singapore 2016                                              | 全1公演：11月26日 サンテック・シンガポール国際会議展示場（シンガポール）        |
| ライブ                  | Wake Up, Girls!Festa. 2016 SUPER LIVE                                           | 全1公演：12月11日 幕張メッセ国際展示場（千葉県）                                |
| 2017年                  |                                                                                 |                                                                                 |
| 合同イベント            | ANIMAX MUSIX 2017 OSAKA                                                         | 全1公演：1月14日 大阪城ホール（大阪府）                                         |
| 合同イベント            | i☆Ris＆Wake Up, Girls!バレンタインLIVE!! 2017                                   | 全2公演：2月11日 中野サンプラザ（東京都）                                       |
| イベント                | 「にぎわい東北」 presents Wake Up, Girls！in レイクタウン ミニライブ＆お渡し会  | 全1公演：3月4日 イオンレイクタウン「mori」内特設ステージ（埼玉県）              |
| ソロイベント            | ソロでイベント、やらせてください！ 2017(山下七海・奥野香耶・青山吉能・吉岡茉祐) | 各1公演：3月18日 ディファ有明（東京都）                                         |
| ソロイベント            | ソロでイベント、やらせてください！ 2017(高木美佑・永野愛理・田中美海)           | 各1公演：3月19日 ディファ有明（東京都）                                         |
| ライブ                  | がんばっぺ岩手！Wake Up, Girls！チャリティ・ミニコンサート                      | 全1公演：3月26日 盛岡市民文化ホール 大ホール（岩手県）                          |
| 合同イベント            | アニュータライブ2017「あにゅパ！！」                                            | 全1公演：5月13日 国立代々木競技場 第一体育館（東京都）                          |
| 合同イベント            | Anisong World Matsuri ~Japan Kawaii Live~                                       | 全1公演：6月30日 Microsoft Theater（アメリカ・ロサンゼルス）                    |
| 合同イベント            | BILIBILI WORLD 2017                                                             | 全1公演：7月22日 上海万博展覧館（中国・上海）                                   |
| ライブツアー            | Wake Up, Girls！4th LIVE TOUR ごめんねばっかり言ってごめんね！                  | 全2公演：7月23日 なんばHatch（大阪府）                                          |
| ライブツアー            | Wake Up, Girls！4th LIVE TOUR ごめんねばっかり言ってごめんね！                  | 全2公演：8月5日 仙台サンプラザホール（宮城県）                                  |
| ライブツアー            | Wake Up, Girls！4th LIVE TOUR ごめんねばっかり言ってごめんね！                  | 全2公演：8月13日 大宮ソニックシティ大ホール（埼玉県）                           |
| ライブツアー            | Wake Up, Girls！4th LIVE TOUR ごめんねばっかり言ってごめんね！                  | 全2公演：8月20日 DRUM LOGOS（福岡県）                                           |
| ライブツアー            | Wake Up, Girls！4th LIVE TOUR ごめんねばっかり言ってごめんね！                  | 全2公演：9月3日 ミュージックタウン音市場（沖縄県）                              |
| ライブツアー            | Wake Up, Girls！4th LIVE TOUR ごめんねばっかり言ってごめんね！                  | 全2公演：9月10日 BLUE LIVE HIROSHIMA（広島県）                                  |
| ライブツアー            | Wake Up, Girls！4th LIVE TOUR ごめんねばっかり言ってごめんね！                  | 全2公演：9月16日 Zepp Tokyo（東京都）                                           |
| 合同イベント            | Animelo Summer Live 2017 -THE CARD-                                             | 全1公演：8月27日 さいたまスーパーアリーナ（埼玉県）                             |
| ライブ                  | Wake Up, Girls！Special Party ～一直说对不起真是对不起！～in Shanghai           | 全1公演：11月18日 万代南梦宫上海文化中心（中国・上海）                          |
| 合同イベント            | ANIMAX MUSIX 2017 YOKOHAMA                                                      | 全1公演：11月23日 横浜アリーナ（神奈川県）                                      |
| ライブ                  | Wake Up, Girls！Festa.2017 TRINITY                                              | 全1公演：12月10日 幕張メッセ国際展示場（千葉県）                                |
| 合同イベント            | アニメJAM 2017                                                                  | 全2公演：12月24日 舞浜アンフィシアター（千葉県）                                |
| 2018年                  |                                                                                 |                                                                                 |
| 合同イベント            | i☆Ris＆Wake Up, Girls!バレンタインLIVE!! 2018                                   | 全2公演：2月12日 カルッツかわさき（神奈川県）                                   |
| ソロイベント            | TUNAGO東北ろっけんソロイベントツアー(青山吉能)                                  | 全2公演：3月3日 Quarter（青森県）                                               |
| ソロイベント            | TUNAGO東北ろっけんソロイベントツアー(田中美海)                                  | 全2公演：3月4日 秋田Club SWINDLE（秋田県）                                      |
| ソロイベント            | TUNAGO東北ろっけんソロイベントツアー(山下七海)                                  | 全2公演：3月10日 ミュージック昭和 Session（山形県）                             |
| ソロイベント            | TUNAGO東北ろっけんソロイベントツアー(吉岡茉祐)                                  | 全2公演：3月11日 HIPSHOT JAPAN（福島県）                                        |
| ソロイベント            | TUNAGO東北ろっけんソロイベントツアー(永野愛理)                                  | 全2公演：3月18日 石巻 BLUE RESISTANCE（宮城県）                                 |
| ソロイベント            | TUNAGO東北ろっけんソロイベントツアー(奥野香耶)                                  | 全2公演：3月24日 CLUB CHANGE WAVE（岩手県）                                     |
| ソロイベント            | TUNAGO東北ろっけんソロイベントツアー(高木美佑)                                  | 全2公演：3月25日 仙台MACANA（宮城県）                                           |
| ライブ                  | がんばっぺ福島！ Wake Up, Girls！チャリティ・ミニコンサート                     | 全1公演：3月17日 いわき芸術文化交流館アリオス（福島県）                         |
| ライブ                  | Wake Up, Girls！結成5周年記念ライブ                                             | 全1公演：4月1日 SENDAI GIGS（宮城県）                                           |
| ライブ                  | Green Leaves Fes                                                                | 全2公演：5月12日 幕張イベントホール（千葉県）                                   |
| ライブツアー            | Wake Up, Girls! FINAL TOUR - HOME - 〜PART I Start It Up,〜                     | 全2公演：7月14日 市原市市民会館 大ホール（千葉県）                              |
| ライブツアー            | Wake Up, Girls! FINAL TOUR - HOME - 〜PART I Start It Up,〜                     | 全3公演：7月28・29日 ハーモニーホール座間（神奈川県） ※28日のみ1部制            |
| ライブツアー            | Wake Up, Girls! FINAL TOUR - HOME - 〜PART I Start It Up,〜                     | 全2公演：8月4日 大宮ソニックシティ 大ホール（埼玉県）                           |
| 合同イベント            | Animelo Summer Live 2018 "OK!"                                                  | 全1公演：8月24日 さいたまスーパーアリーナ（埼玉県）                             |
| ライブツアー            | Wake Up, Girls! FINAL TOUR - HOME - 〜PART II FANTASIA〜                        | 全4公演：10月6・7日 岸和田市立浪切ホール 大ホール（大阪府）各2部制              |
| ライブツアー            | Wake Up, Girls! FINAL TOUR - HOME - 〜PART II FANTASIA〜                        | 全2公演：12月9日 岩手県民会館（岩手県）                                         |
| ライブツアー            | Wake Up, Girls! FINAL TOUR - HOME - 〜PART II FANTASIA〜                        | 全2公演：12月22日 横須賀芸術劇場 よこすか劇場（神奈川県）                       |
| 合同イベント            | ANIMAX MUSIX 2018 YOKOHAMA supported by ひかりTV                                | 全1公演：11月17日 横浜アリーナ（神奈川県）                                      |
| 合同イベント            | アニメJAM 2018                                                                  | 全2公演：12月23日 舞浜アンフィシアター（千葉県）                                |
| 2019年                  |                                                                                 |                                                                                 |
| ライブツアー            | Wake Up, Girls! FINAL TOUR - HOME - 〜PART III KADODE〜                         | 全2公演：1月5日 市民会館シアーズホーム夢ホール 大ホール（熊本県）               |
| ライブツアー            | Wake Up, Girls! FINAL TOUR - HOME - 〜PART III KADODE〜                         | 全5公演：1月12・13・14日 大阪国際交流センター 大ホール（大阪府） ※14日のみ1部制 |
| ライブツアー            | Wake Up, Girls! FINAL TOUR - HOME - 〜PART III KADODE〜                         | 全2公演：1月27日 ホクト文化ホール 中ホール（長野県）                            |
| ライブツアー            | Wake Up, Girls! FINAL TOUR - HOME - 〜PART III KADODE〜                         | 全2公演：2月9日 鳴門市文化会館（徳島県）                                        |
| ライブツアー            | Wake Up, Girls! FINAL TOUR - HOME - 〜PART III KADODE〜                         | 全3公演：2月16・17日 一宮市民会館（愛知県）※16日のみ1部制                       |
| ライブツアー            | Wake Up, Girls! FINAL TOUR - HOME - 〜PART III KADODE〜                         | 全4公演：2月23・24日 仙台サンプラザホール 大ホール（宮城県）各2部制             |
| 合同イベント            | i☆Ris&Wake Up, Girls！& Run Girls, Run! バレンタインLive 2019                   | 全2公演：2月2日 松戸森のホール21（千葉県）                                      |
| ライブ （ラストライブ） | Wake Up, Girls! FINAL LIVE〜想い出のパレード〜                                  | 全1公演：3月8日 さいたまスーパーアリーナ（埼玉県）                              |

## 書籍
Wake Up, Girls!写真集 「7 Girls Holiday」
1st写真集。学研パブリッシング発行、学研マーケティング販売。編集は声優アニメディア編集部。2014年8月19日発売。ISBN 978-4054061101。Wake Up, Girls!の各メンバーの休日をテーマとしている。
Wake Up, Girls!写真集 「7 Girls History」
2nd写真集。学研パブリッシング発行、学研マーケティング販売。編集は声優アニメディア編集部。2015年3月26日発売。ISBN 978-4054062191。Wake Up, Girls!のユニット第1期の活動を綴ったメモリアル写真集。撮り下ろし作品も収録されている。